# Angraecum dasycarpum
Angraecum dasycarpum är en orkidéart som beskrevs av Rudolf Schlechter. Angraecum dasycarpum ingår i släktet Angraecum och familjen orkidéer. Inga underarter finns listade i Catalogue of Life.